# Raíz cuadrada de una matriz
En matemáticas, la raíz cuadrada de una matriz extiende la noción de raíz cuadrada de los números a las matrices. Una matriz B se dice que es una raíz cuadrada de A si el producto matricial BB es igual a A.

## Introducción
La existencia de un producto de matrices permite definir la raíz de una matrices como aquella matriz que multiplicada por sí misma da la original.
Si {\displaystyle A} es una matriz definida positiva u operador, entonces existe exactamente una matriz definida positiva u operador {\displaystyle B} tal que {\displaystyle B^{2}=A}; entonces definimos {\displaystyle {\sqrt {A}}=B}. Dada una matriz real su raíz cuadrada está definida si su espectro puntual está formado por números positivos, si el espectro no fuera estrictamente positivo la raíz cuadrada de una matriz involucrará matrices con coeficientes complejos.
Más generalmente, para cada matriz u operador normal {\displaystyle A} existen operadores normales {\displaystyle B} tales que {\displaystyle B^{2}=A}. En general, hay muchos de esos operadores {\displaystyle B} para cada {\displaystyle A} y entonces la función raíz cuadrada no puede ser definida satisfactoriamente para operadores normales. En cierta manera se puede decir que los operadores definidos positivos son similares a los números reales positivos, y los operadores normales son similares a los números complejos.

## Algoritmos de cálculo

### Método simplificado de Newton
Si A es una matriz n × n con valores complejos, el siguiente algoritmo — Método simplificado de Newton — aproxima la matriz {\displaystyle X_{k}} a la raíz cuadrada de A tras k iteraciones:
Sea X0 = I, donde I  es la matriz identidad. La iteración está definida por
{\displaystyle X_{k+1}={\tfrac {1}{2}}(X_{k}+AX_{k}^{-1})\,.}
La convergencia no está asegurada, pero si el proceso converge, la matriz {\displaystyle X_{k}} converge cuadráticamente a la raíz cuadrada A1/2. Este método es una extensión del algoritmo babilónico para el cálculo de raíces cuadradas de números positivos ordinarios.

### Método IASMN
Para una matriz A real definida positiva existe un algoritmo denominado Iteración alternativa simplificada del Método de Newton, muy sencillo y computacionalmente eficiente para calcular la raíz cuadrada de este importante tipo de matrices. El algoritmo es el siguiente:

{\displaystyle {\begin{array}{l}{\text{Dado }}X_{0}=I_{n}\\\alpha _{k}={\frac {\sqrt {\mathrm {traza} (A)}}{\left\Vert X_{k}\right\Vert _{F}}}\quad \alpha _{k}>0\\X_{k+1}={\tfrac {1}{2}}\left(\alpha _{k}X_{k}+(\alpha _{k}X_{k})^{T}\backslash A\right)\\k=0,1,2,\dots \end{array}}}

El símbolo "\" representa el proceso de eliminación Gaussiana.